# Kaspar Bausewein
Kaspar Bausewein, aussi Caspar Bausewein (Aub, 15 novembre 1838 ; Munich, 18 novembre 1903) est une célèbre basse allemande d'opéra, qui a chanté de nombreuses années à l'Opéra de la Cour de Munich. Ses plus grands succès ont été obtenus lors de plusieurs créations d'opéras de Wagner, mais il s'est aussi distingué dans des rôles bouffes.

## Biographie
Fils d'un tailleur, Bausewein a grandi dans la pauvreté. Son ambition était de devenir enseignant d'école primaire, lorsque sa voix a été découverte par le chef d'orchestre Franz Lachner. Il s'est alors formé auprès du professeur Hartringer de Munich. Grâce à sa recommandation, Bausewein a pu faire ses débuts en 1858 dans le rôle de Sarastro de Die Zauberflöte à l'opéra de la Cour de Munich, où il a travaillé pendant presque un demi-siècle. Ses interventions dans quatre des créations d'opéras de Wagner lui ont procuré un très grand succès à chaque fois. C'est ainsi qu'il a été: Veit Pogner dans Die Meistersinger von Nürnberg en 1868, le géant Fafner dans Das Rheingold en 1869, Hunding dans Die Walküre en 1870 et Harald dans la première posthume de l'opéra de jeunesse de Wagner Die Feen en 1888. Dans les rôles bouffes, il a acquis sa plus grande popularité en jouant Van Bett de Zar und Zimmermann de Lortzing et Basilio dans Le Barbier de Séville de Rossini. En 1900, il a donné son spectacle d'adieu à Munich comme Lord Cockburn dans Fra Diavolo d'Auber.

## Répertoire
- Die Foscari de Max Zenger, création 1863
- Veit Pogner dans Die Meistersinger von Nürnberg, création 1868
- Fafner dans Das Rheingold, création 1869
- Hunding dans Die Walküre, création 1870
- Der faule Hans d'Alexander Ritter (en), création 1885
- Faust de Heinrich Zöllner, création 1887
- Harald dans Die Feen, création 1888
- van Bett dans Zar und Zimmermann d'Albert Lortzing
- Basilio dans Der Barbier von Sevilla den Gioacchino Rossini
- Leporello dans Don Giovanni
- Figaro dans Le nozze di Figaro
- Kaspar dans Freischütz de Carl Maria von Weber